# Roland Perry
Pour les articles homonymes, voir Perry.
Roland Perry est le concepteur des ordinateurs Amstrad CPC et de la console de jeux vidéo GX4000. Il a intégré Amstrad en 1983.
Il est surement à l'origine du personnage de Roland[réf. nécessaire], le personnage d'une série de jeux vidéo.